# 충청남도의 기념물 (제1호 ~ 제100호)
충청남도 기념물은 지방기념물 중에서 충청남도 내에 있는 문화재를 의미한다. 최고의 문화재로 지정되지 않은 것들 중 패총, 고분, 성지, 궁지 등의 사적지 중 역사적, 학술적 가치가 있는 것, 경승지로서 예술적 기교, 관람 가치가 있는 및 동물, 식물, 광물, 동굴 등에서 학술적인 가치가 있는 것"을 대상으로 충청남도지사가 조례에 따라 지정한다.

## 지정목록

### 제1호 ~ 제100호
| 번호   | 사진 | 명칭                                                            | 소재지                                           | 관리자 (단체)      | 지정일                                                                   | 참조 |
| 1호    |      | 박팽년선생유허 (朴彭年先生遺墟)                                 | 충남 충남전역                                    | .                  | 1973년 1월 1일 지정, 1989년 1월 1일 해제, 대전 기념물 1호로 재지정       |      |
| 2호    |      | 연기봉산동의향나무 (燕岐鳳山洞의향나무)                         | 충남 충남전역                                    | .                  | 1973년 1월 1일 지정, 1982년 11월 4일 해제, 천연기념물 321호로 승격       |      |
| 3호    |      | 홍산만덕교비 (鴻山萬德橋碑)                                     | 충남 부여군 홍산면 북촌리 211-2                  | 부여군             | 1973년 12월 26일 지정                                                    |      |
| 4호    |      | 홍주의사총 (洪州義士塚)                                         | 충남 홍성군 홍성읍 대교리 124                    | 홍성군             | 1973년 12월 24일 지정, 2001년 8월 17일 해제, 사적 431호로 승격           |      |
| 5호    |      | 성삼문선생유허지 (成三問先生遺墟址)                             | 충남 홍성군 홍북면 노은리 114-1                  | 황필성             | 1973년 12월 24일 지정                                                    |      |
| 6호    |      | 숭선군묘 (崇善君墓)                                             | 충남 공주시 이인면 오룡리 산2-1                  | 이우종             | 1976년 1월 8일 지정                                                      |      |
| 7호    |      | 공주신관리석실고분 (公州新官里石室古墳)                         | 충남 공주시 신관동 14                            | 공주시             | 1976년 1월 8일 지정                                                      |      |
| 8호    |      | 계족산성 (鷄足山城)                                             | 충남 충남전역                                    | .                  | 1976년 1월 1일 지정, 1989년 1월 1일 해제, 사적 제355호로 승격            |      |
| 9호    |      | 보령오천성 (保寧鰲川城)                                         | 충남 보령시 오천면 소성리                        | 보령시             | 1973년 12월 24일 지정, 2009년 8월 24일 해제, 사적 제501호으로 승격       |      |
| 10호   |      | 남포읍성 (藍浦邑城)                                             | 충남 보령시 남포면 읍내리 378-1                  | 보령시             | 1973년 12월 24일 지정                                                    |      |
| 11호   |      | 안흥성 (安興城)                                                 | 충남 태안군 근흥면 정죽리                        | 태안군             | 1973년 12월 24일 지정                                                    |      |
| 12호   |      | 충곡서원지 (忠谷書院址)                                         | 충남 논산시 부적면 충곡리 산13                   | 충곡서원           | 1976년 10월 4일 지정                                                     |      |
| 13호   |      | 김옥균선생유허 (金玉均先生遺墟)                                 | 충남 공주시 정안면 광정리 38                     | 공주시             | 1976년 12월 6일 지정                                                     |      |
| 13-1호 |      | 김옥균선생유허 (金玉均先生遺墟)                                 | 충남 아산시 영인면 아산리 143                    | 아산시             | 1976년 12월 6일 지정                                                     |      |
| 14호   |      | 내동리지석묘 (內洞里支石墓)                                     | 충남 충남전역                                    | .                  | 1976년 1월 1일 지정, 1989년 1월 1일 해제, 대전 기념물 제3호로 재지정     |      |
| 15호   |      | 영규대사묘 (靈圭大師墓)                                         | 충남 공주시 계룡면 유평리 산5                    | 갑사               | 1977년 1월 6일 지정                                                      |      |
| 16호   |      | 김종서장군묘 (金宗瑞將軍墓)                                     | 충남 공주시 장기면 대교리 산45                   | 공주시             | 1977년 1월 6일 지정, 2012년 7월 1일 해제, 세종시 기념물 제2호로 재지정   |      |
| 17호   |      | 이광윤묘 (李光輪墓)                                             | 충남 홍성군 장곡면 옥계리 산77                   | 이진구외4명        | 1977년 7월 4일 지정                                                      |      |
| 18호   |      | 계룡산초혼각지 (鷄龍山招魂閣址)                                 | 충남 공주시 반포면 학봉리 산789                  | 숙모회             | 1977년 7월 4일 지정                                                      |      |
| 19호   |      | 보문사지 (普文寺址)                                             | 충남 충남전역                                    | .                  | 1977년 1월 1일 지정, 1989년 1월 1일 해제, 대전 기념물 제4호로 재지정     |      |
| 20호   |      | 노성궐리사 (魯城闕里祠)                                         | 충남 논산시 노성면 교촌리 294                    | 노성유림           | 1978년 12월 30일 지정                                                    |      |
| 21호   |      | 아산공세곶고지 (牙山貢稅串庫址)                                 | 충남 아산시 인주면 공세리 193                    | 아산시             | 1979년 7월 3일 지정                                                      |      |
| 22호   |      | 창렬사 (彰烈祠)                                                 | 충남 부여군 구룡면 금사리 519                    | 창렬서원           | 1979년 12월 19일 지정                                                    |      |
| 23호   |      | 공주귀산리만경노씨삼의사생가지 (公州貴山里萬頃盧氏三義士生家址) | 충남 공주시 우성면 귀산리 94                     | 만경노씨종중       | 1979년 12월 19일 지정                                                    |      |
| 24호   |      | 김정희선생유적 (金正喜先生遺蹟)                                 | 충남 예산군 신암면 용궁리 799외 13필             | 예산군             | 1980년 10월 23일 지정                                                    |      |
| 25호   |      | 전득우묘 (田得雨墓)                                             | 충남 부여군 석성면 봉정리                        | 전여창             | 1980년 10월 23일 지정                                                    |      |
| 26호   |      | 전견훤묘 (傳甄萱墓)                                             | 충남 논산시 연무읍 금곡리 산18-3                 | 김병국             | 1981년 12월 21일 지정                                                    |      |
| 27호   |      | 갈산리곰솔 (葛山里곰솔)                                         | 충남 논산시 광석면 갈산리 산26-22                | 권혁기             | 1982년 8월 3일 지정                                                      |      |
| 28호   |      | 홍성지석묘 (洪城支石墓)                                         | 충남 홍성군 구항면 태봉리 17-1외 3필             | 홍성군             | 1982년 8월 3일 지정                                                      |      |
| 29호   |      | 최익현선생묘 (崔益鉉先生墓)                                     | 충남 예산군 광시면 관음리 산21                   | 최창규             | 1982년 8월 3일 지정                                                      |      |
| 30호   |      | 예산산성 (禮山山城)                                             | 충남 예산군 예산읍 산성리                        | 예산군             | 1982년 8월 3일 지정                                                      |      |
| 31호   |      | 금강사지 (金剛寺址)                                             | 충남 부여군 은산면 금공리 13-2외 33필            | 부여군             | 1982년 8월 3일 지정, 2001년 8월 17일 해제, 사적 제435호으로 승격         |      |
| 32호   |      | 호암사지 (虎岩寺址)                                             | 충남 부여군 규암면 호암리 156-2외 17필           | 부여군             | 1982년 8월 3일 지정                                                      |      |
| 33호   |      | 왕흥사지 (王興寺址)                                             | 충남 부여군 규암면 신리 48외 7필                 | 부여군             | 1982년 8월 3일 지정, 2001년 2월 5일 해제, 사적 제427호로 승격            |      |
| 34호   |      | 임강사지 (臨江寺址)                                             | 충남 부여군 부여읍 현북리 51외 15필              | 부여군             | 1982년 8월 3일 지정                                                      |      |
| 35호   |      | 공주남혈사지 (公州南穴寺址)                                     | 충남 공주시 금학동 93외 2필                      | 공주시             | 1982년 12월 31일 지정                                                    |      |
| 36호   |      | 공주수원사지 (公州水源寺址)                                     | 충남 공주시 옥룡동 111외 2필                     | 공주시             | 1982년 12월 31일 지정                                                    |      |
| 37호   |      | 공주서혈사지 (公州西穴寺址)                                     | 충남 공주시 웅진동 207-3외 3필                   | 공주시             | 1982년 12월 31일 지정                                                    |      |
| 38호   |      | 공주주미사지 (公州舟尾寺址)                                     | 충남 공주시 이인면 주미리 567외 2필              | 공주시             | 1982년 12월 31일 지정                                                    |      |
| 39호   |      | 공주구룡사지 (公州九龍寺址)                                     | 충남 공주시 반포면 상신리 389외 4필지            | 공주시             | 1982년 12월 31일 지정                                                    |      |
| 40호   |      | 부여산직리지석묘 (扶餘山直里支石墓)                             | 충남 부여군 초촌면 산직리 562                    | 부여군             | 1982년 12월 31일 지정                                                    |      |
| 41호   |      | 부여쌍북리북요지 (扶餘雙北里北窯址)                             | 충남 부여군 부여읍 쌍북리 641-5외 2필            | 부여군             | 1982년 12월 31일 지정                                                    |      |
| 42호   |      | 공주공산성연지 (公州公山城蓮池)                                 | 충남 공주시 금성동 58                            | 공주시             | 1982년 12월 31일 지정                                                    |      |
| 43호   |      | 전백제왕궁지 (傳百濟王宮址)                                     | 충남 부여군 부여읍 관북리 33외 7필               | 부여군             | 1983년 9월 29일 지정, 2001년 2월 5일 해제, 사적 제428호로 승격           |      |
| 44호   |      | 개태사지 (開泰寺址)                                             | 충남 논산시 연산면 천호리 29-1외 3필             | 논산시             | 1983년 9월 29일 지정                                                     |      |
| 45호   |      | 부여태양리백제석실고분 (扶餘太陽里百濟石室古墳)                 | 충남 부여군 구룡면 태양리 산2835                 | 부여군             | 1984년 1월 11일 지정                                                     |      |
| 46호   |      | 충현서원유적 (忠賢書院遺蹟)                                     | 충남 공주시 반포면 공암리 381                    | 사단법인충현서원   | 1984년 7월 26일 지정                                                     |      |
| 47호   |      | 김장생선생묘소일원 (金長生先生墓所一圓)                         | 충남 논산시 연산면 고정리 산7-4외 5필            | 광산김씨종중       | 1984년 7월 26일 지정                                                     |      |
| 48호   |      | 용정리사지 (龍井里寺址)                                         | 충남 부여군 부여읍 용정리 35외 2필               | 부여군             | 1984년 7월 26일 지정                                                     |      |
| 49호   |      | 천정대 (天政臺)                                                 | 충남 부여군 규암면 호암리 산5                    | 부여군             | 1984년 7월 26일 지정                                                     |      |
| 50호   |      | 동남리사지 (東南里寺址)                                         | 충남 부여군 부여읍 동남리 211-1외 25필           | 부여군             | 1984년 7월 26일 지정                                                     |      |
| 51호   |      | 고간원지 (叩諫院址)                                             | 충남 공주시 유구읍 추계리 산32-1외 1필           | 남평문씨종중       | 1984년 7월 26일 지정                                                     |      |
| 52호   |      | 남이흥장군묘일원 (南以興將軍墓一圓)                             | 충남 당진시 대호지면 도이리 374-2(충장1길 73-58) | 남주현             | 1984년 7월 26일 지정                                                     |      |
| 53호   |      | 동남리전천왕사지 (東南里傳天王寺址)                             | 충남 부여군 부여읍 동남리 산16-1외 3필           | 부여군             | 1985년 7월 19일 지정                                                     |      |
| 54호   |      | 부여중정리백제건물지 (扶餘中井里百濟建物址)                     | 충남 부여군 부여읍 중정리 522                    | 부여군             | 1985년 7월 19일 지정                                                     |      |
| 55호   |      | 노성산성 (魯城山城)                                             | 충남 논산시 노성면 송당리 산1-1                  | 논산군             | 1985년 7월 19일 지정, 1995년 8월 2일 해제, 사적 제393호로 승격           |      |
| 56호   |      | 황산성 (黃山城)                                                 | 충남 논산시 연산면 표정리 산20                   | 논산시             | 1985년 7월 19일 지정                                                     |      |
| 57호   |      | 김익희의묘 (金益熙의墓)                                         | 충남 충남전역                                    | .                  | 1985년 1월 1일 지정, 1989년 1월 1일 해제, 대전 기념물 제5호로 재지정     |      |
| 58호   |      | 아우내 3·1 운동 독립사적지 (아우내3.1運動獨立史蹟址)            | 충남 천안시 병천면 병천리 산 73-2                | 천안시             | 1986년 11월 19일 지정                                                    |      |
| 59호   |      | 구성리산성 (구성리산성)                                         | 충남 충남전역                                    | .                  | 1986년 1월 1일 지정, 1989년 1월 1일 해제, 대전 기념물 제6호로 재지정     |      |
| 60호   |      | 월평동산성 (月坪洞山城)                                         | 충남 충남전역                                    | .                  | 1986년 1월 1일 지정, 1989년 1월 1일 해제, 대전 기념물 제7호로 재지정     |      |
| 61호   |      | 질현성 (迭峴城)                                                 | 충남 충남전역                                    | .                  | 1986년 1월 1일 지정, 1989년 1월 1일 해제, 대전 기념물 제8호로 재지정     |      |
| 62호   |      | 우술성 (雨述城)                                                 | 충남 충남전역                                    | .                  | 1986년 1월 1일 지정, 1989년 1월 1일 해제, 대전 기념물 제9호로 재지정     |      |
| 63호   |      | 서산둔당리지석묘 (瑞山屯堂里支石墓)                             | 충남 서산시 인지면 둔당리 산 25-5                | 유광종             | 1986년 11월 19일 지정                                                    |      |
| 64호   |      | 태안내파수도 (泰安內波水島)                                     | 충남 태안군 안면읍 승언리 8구                    | 태안군             | 1987년 8월 3일 지정, 2014년 2월 28일 해지, 천연기념물 511호로 승격       |      |
| 65호   |      | 보문산성 (寶文山城)                                             | 충남 충남전역                                    | .                  | 1987년 1월 1일 지정, 1989년 1월 1일 해제, 대전 기념물 제10호로 재지정    |      |
| 66호   |      | 예산호서은행본점 (禮山湖西銀行本店)                             | 충남 예산군 예산읍 사직로 2(예산리 482)          | 충청은행(예산지점) | 1987년 12월 30일 지정                                                    |      |
| 67호   |      | 배방산성 (排芳山城)                                             | 충남 아산시 송악면 신흥리 산19                   | 배방방씨종중       | 1988년 8월 30일 지정                                                     |      |
| 68호   |      | 정순왕후생가 (貞順王后生家)                                     | 충남 서산시 음암면 유계리 464                    | 김기흥             | 1988년 8월 30일 지정                                                     |      |
| 69호   |      | 신자경선생묘 (申自敬先生墓)                                     | 충남 천안시 북면 오곡리 산58                     | 평산신씨종중       | 1988년 8월 30일 지정                                                     |      |
| 70호   |      | 당진 합덕제 (唐津 合德堤)                                       | 충남 당진시 합덕읍 합덕리 395(덕평로)            | 당진시             | 1989년 4월 20일 지정                                                     |      |
| 71호   |      | 연기백로서식지 (燕岐白鷺捿息地)                                 | 충남 연기군 금남면 감성리 산4                    | 신상근             | 1989년 4월 20일 지정, 2012년 7월 1일 해제, 세종시 기념물 제3호로 재지정  |      |
| 72호   |      | 이동녕선생생가지 (李東寧先生生家址)                             | 충남 천안시 목천면 동리79-2                      | 천안시외1          | 1989년 4월 20일 지정                                                     |      |
| 73호   |      | 김좌진장군묘 (金佐鎭將軍墓)                                     | 충남 보령시 청소면 재정리 산51외 3필             | 보령시             | 1989년 12월 29일 지정                                                    |      |
| 74호   |      | 계백장군유적전승지 (階伯將軍遺蹟傳承地)                         | 충남 논산시 부적면 신풍리 산4외 27필             | 논산시             | 1989년 12월 29일 지정                                                    |      |
| 75호   |      | 한용운선생생가지 (韓龍雲先生生家地)                             | 충남 홍성군 결성면 성곡리 492                    | 홍성군             | 1989년 12월 29일 지정                                                    |      |
| 76호   |      | 김좌진장군생가지 (金佐鎭將軍生家地)                             | 충남 홍성군 갈산면 행산리 330-1외                | 홍성군             | 1989년 12월 29일 지정                                                    |      |
| 77호   |      | 연기이성 (燕岐李城)                                             | 충남 연기군 전동면 송성리 산26                   | 연기군             | 1989년 12월 29일 지정, 2012년 7월 1일 해제, 세종시 기념물 제4호로 재지정 |      |
| 78호   |      | 연기금이성 (燕岐金伊城)                                         | 충남 연기군 전동면 송성리 산86                   | 연기군             | 1989년 12월 29일 지정, 2012년 7월 1일 해제, 세종시 기념물 제5호로 재지정 |      |
| 79호   |      | 연기운주산성 (燕岐雲住山城)                                     | 충남 연기군 전동면 청송리 산90외4필지            | 연기군             | 1989년 12월 29일 지정, 2012년 7월 1일 해제, 세종시 기념물 제1호로 재지정 |      |
| 80호   |      | 남연군의묘 (南延君의墓)                                         | 충남 예산군 덕산면 상가리 산5-28                 | 예산군             | 1989년 12월 29일 지정                                                    |      |
| 81호   |      | 우산성 (牛山城)                                                 | 충남 청양군 청양읍 읍내리 산4-1외                | 청양군             | 1989년 12월 29일 지정                                                    |      |
| 82호   |      | 면천은행나무 (沔川銀杏나무)                                     | 충남 당진시 면천면 성상리 777                    | 면천초등학교       | 1990년 5월 24일 지정, 1990년 5월 24일 해제, 천연기념물 제551호로 승격    |      |
| 83호   |      | 금산백령성 (錦山栢嶺城)                                         | 충남 금산군 남이면 역평리 산16                   | 금산군             | 1990년 5월 24일 지정                                                     |      |
| 84호   |      | 이상재선생생가지 (李商在先生生家址)                             | 충남 서천군 한산면 종지리 263외 4필              | 서천군             | 1990년 12월 31일 지정                                                    |      |
| 85호   |      | 이종일선생생가지 (李鍾一先生生家址)                             | 충남 태안군 원북면 반계리 809외 1필              | 태안군             | 1990년 12월 31일 지정                                                    |      |
| 86호   |      | 부여용정리소룡골백제건물지 (扶餘龍井里소룡골百濟建物址)         | 충남 부여군 부여읍 용정리 405-12외 4필           | 부여군             | 1992년 12월 8일 지정                                                     |      |
| 87호   |      | 부여지선리고분군 (扶餘芝仙里古墳群)                             | 충남 부여군 외산면 지선리 산20외 2필             | 부여군             | 1992년 12월 8일 지정                                                     |      |
| 88호   |      | 부여구아리백제유적 (扶餘舊衙里百濟遺蹟)                         | 충남 부여군 부여읍 구아리 64번지                 | 부여군             | 1993년 7월 20일 지정                                                     |      |
| 89호   |      | 이색선생묘일원 (李穡先生墓一圓)                                 | 충남 서천군 기산면 영모리 산1-1                  | 한산이씨종중       | 1993년 11월 12일 지정                                                    |      |
| 90호   |      | 도응선생묘일원 (都膺先生墓一圓)                                 | 충남 예산군 응봉면 지석리 산141-16외 2필         | 성주도씨청송당종중 | 1993년 11월 12일 지정                                                    |      |
| 91호   |      | 당진면천읍성 (唐津沔川邑城)                                     | 충남 당진시 면천면 성상리 821-6외 9필            | 당진시             | 1993년 12월 31일 지정                                                    |      |
| 92호   |      | 논산황화산성 (論山皇華山城)                                     | 충남 논산시 등화동 산2외 6필                     | 논산시             | 1993년 12월 31일 지정                                                    |      |
| 93호   |      | 태안소근진성 (泰安所斤鎭城)                                     | 충남 태안군 소원면 소근리 산2외 13필             | 태안군             | 1993년 12월 31일 지정                                                    |      |
| 94호   |      | 논산표정리고분군 (論山表井里古墳群)                             | 충남 논산시 연산면 표정리 산58-2외 2필           | 논산시             | 1994년 11월 4일 지정                                                     |      |
| 95호   |      | 논산육곡리고분군 (論山六谷里古墳群)                             | 충남 논산시 가야곡면 육곡리 산6-1외 4필지        | 논산시             | 1994년 11월 4일 지정                                                     |      |
| 96호   |      | 서천남산성 (舒川南山城)                                         | 충남 서천군 서천읍 남산리 산22-1외 4필           | 서천군             | 1995년 3월 6일 지정                                                      |      |
| 97호   |      | 서천장암진성 (舒川長巖鎭城)                                     | 충남 서천군 장항읍 장암리 산1-1외 24필           | 서천군             | 1995년 3월 6일 지정                                                      |      |
| 98호   |      | 부여보광사지 (扶餘普光寺址)                                     | 충남 부여군 임천면 가신리 618-1외 19필지         | 부여군             | 1995년 10월 7일 지정                                                     |      |
| 99호   |      | 공주옥녀봉성 (公州玉女峰城)                                     | 충남 공주시 옥룡동 산2-1                         | 공주시             | 1995년 10월 7일 지정                                                     |      |
| 100호  |      | 청양도림사지 (靑陽道林寺址)                                     | 충남 청양군 장평면 적곡리 667외 3필              | 청양군             | 1996년 2월 27일 지정                                                     |      |